# 平成10年台風第5号
平成10年台風第5号（へいせい10ねんたいふうだい5ごう、国際名：ステラ/Stella）は、1998年（平成10年）9月14日に発生し、東・中日本に被害をもたらした台風である。

## 概要

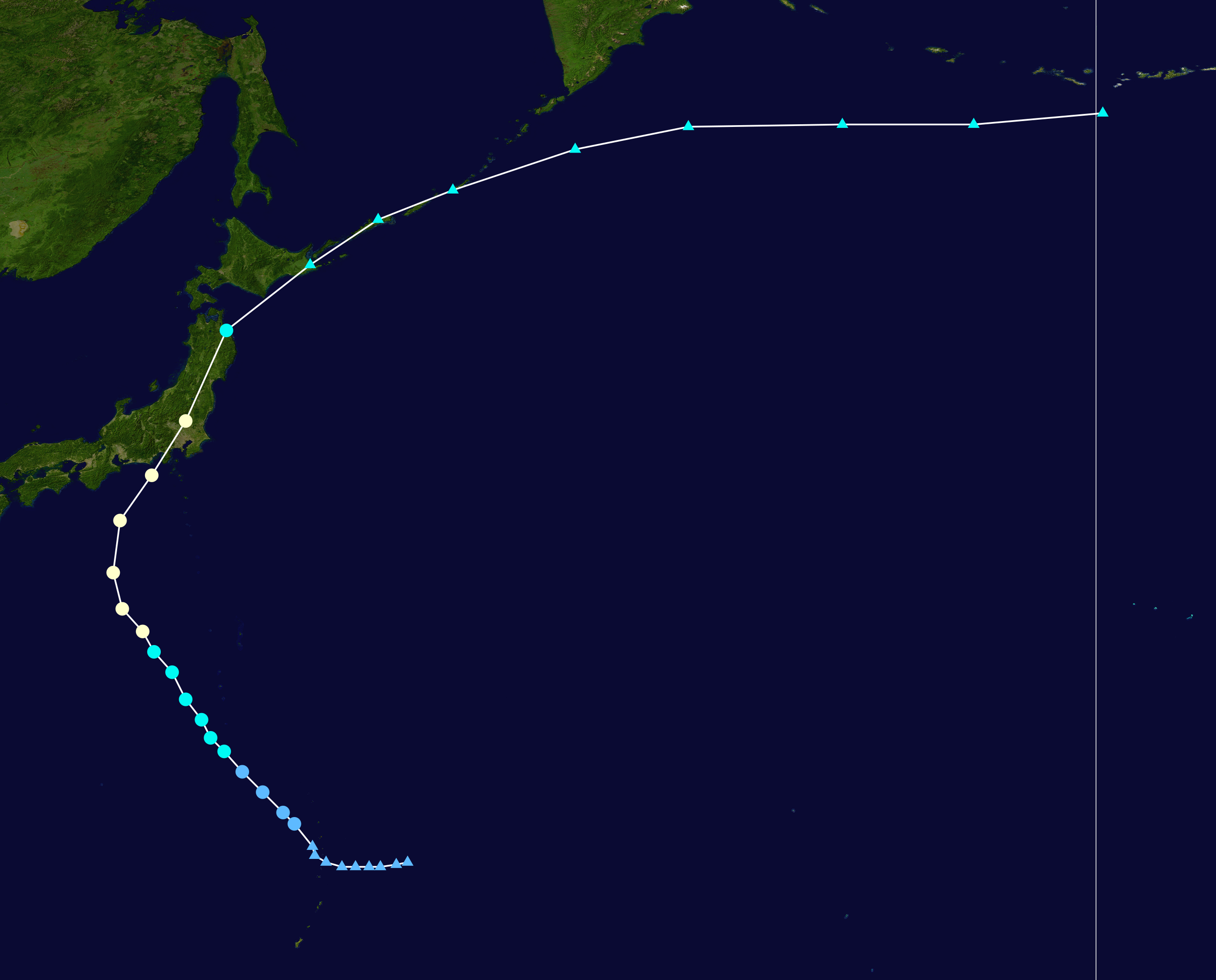
進路図

9月14日に父島の南海上で発生した台風5号は、勢力を強めながら北上し、16日の4時半頃に静岡県御前崎付近に上陸した。 その後は関東地方から東北地方へと縦断したのち、16日20時過ぎに北海道釧路市付近に再上陸し、21時に北海道東部で温帯低気圧に変わった。
この台風は、台風5号としては統計史上最も遅い日時に発生した。また、台風5号の発生が9月以降になったのは、1998年のみである。
台風による期間降水量は、神奈川県箱根町で393mmに達したほか、東海から関東地方にかけての山沿いを中心に300～400mmになった。また、北海道広尾町で350mmなど北海道の一部でも300mmを超える大雨となった。風も強く、千葉県銚子市で最大瞬間風速45.7m/sを観測したほか、東海地方から北海道までの太平洋側を中心に最大瞬間風速が30m/sを超えたところがあった。 16日には、静岡県石廊崎で8.87mの有義波高を観測している。

## 被害
この台風により、死者7名・負傷者47名の人的被害が確認されているほか、住家全壊4棟、半壊17棟、床上浸水1,296棟、床下浸水5,044棟となっている。